# Barichneumon vishnu
Barichneumon vishnu là một loài tò vò trong họ Ichneumonidae.